# جفت‌شدن کاسترو–استفنز
جفت‌شدن کاسترو–استفنز(به انگلیسی: Castro–Stephens coupling) گونه‌ای از واکنش جفت‌شدن است که طی آن مس(I) استیلید با یک آریل هالید واکنش داده و تولید یک آلکین و مس(I) هالید را می‌دهد. این واکنش در سال ۱۹۶۳ توسط دو شیمیدان به نام‌های کاسترو و استفنز از دانشگاه کالیفرنیا، ریورساید کشف شد.